# Dead Oceans
Dead Oceans ist ein im Jahr 1993 gegründetes Plattenlabel aus Bloomington im US-Bundesstaat Indiana, das bevorzugt Bands aus den Genres Folk-Rock, Indie-Rock und Alternative Rock unter Vertrag nimmt und verlegt.
Mitinhaber Chris Swanson ist auch Teilhaber bei den ebenfalls in Bloomington ansässigen Musiklabels Jagjaguwar und Secretly Canadian.
Das Phoebe-Bridgers-Album Punisher (2020) erreichte Platz 6 der britischen Musikcharts und wurde mit Silber ausgezeichnet, das Comeback-Album Life Is People (2012) von Bill Fay erreichte dort Platz 56.

## Veröffentlichungen (Auswahl)
- A Place to Bury Strangers – Transfixiation (2015)
- Better Oblivion Community Center – Better Oblivion Community Center (2019)
- Bill Fay – Life Is People (2012)
- Bishop Allen – The Broken String (2007)
- Charles Rumback / Ryley Walker – Cannots (2016)
- Japanese Breakfast – Soft Sounds from Another Planet  (2017)
- Kevin Morby – Sundowner (2020)
- Khruangbin – Mordechai (2020)
- Mitski – Be the Cowboy (2018)
- Phoebe Bridgers – Punisher (2020)
- Shame – Drunk Tank Pink (2021)
- The Tallest Man on Earth – Dark Bird is Home (2015)
- Waxahatchee / Kevin Morby – Farewell Transmission b/w The Dark Don't Hide It (Single, 2018)